# British National Oil Corporation
La British National Oil Corporation, était une société pétrolière d'État britannique créée en 1975 afin d'assurer l'approvisionnement du pays. À la suite de lourdes pertes, ses activités furent transférées en 1985 à une société privée, la Britoil, puis intégrées dans British Petroleum lors du rachat de Britoil par cette dernière.